# توماس بروكس (سياسي)
توماس بروكس (بالإنجليزية: Thomas Brooks)‏ هو سياسي بريطاني وبريطاني (وحمل سابقاً جنسية المملكة المتحدة لبريطانيا العظمى وأيرلندا)، ولد في 7 يوليو 1880 في المملكة المتحدة، وتوفي في 15 فبراير 1958. حزبياً، نشط في حزب العمال. في الانتخابات الفرعية في مجلس العموم البريطاني ‏، انتخب عضو برلمان المملكة المتحدة الـ37 عن دائرة Rothwell (UK Parliament constituency) ‏ (7 أغسطس 1942 – 15 يونيو 1945) وفي الانتخابات العامة في المملكة المتحدة 1945 ‏، انتخب عضو برلمان المملكة المتحدة الـ38 عن دائرة Rothwell (UK Parliament constituency) ‏ (5 يوليو 1945 – 3 فبراير 1950) وفي الانتخابات العامة في المملكة المتحدة 1950 ‏، انتخب عضو برلمان المملكة المتحدة الـ39 عن دائرة نورمانتون (23 فبراير 1950 – 5 أكتوبر 1951).